# دون روسي
دون روسي (بالإنجليزية: Don Rossi)‏ هو لاعب كرة قدم أمريكية أمريكي، ولد في 2 يونيو 1918، وتوفي في 11 مارس 1990.